# ميغيل دي لاس كويفاس

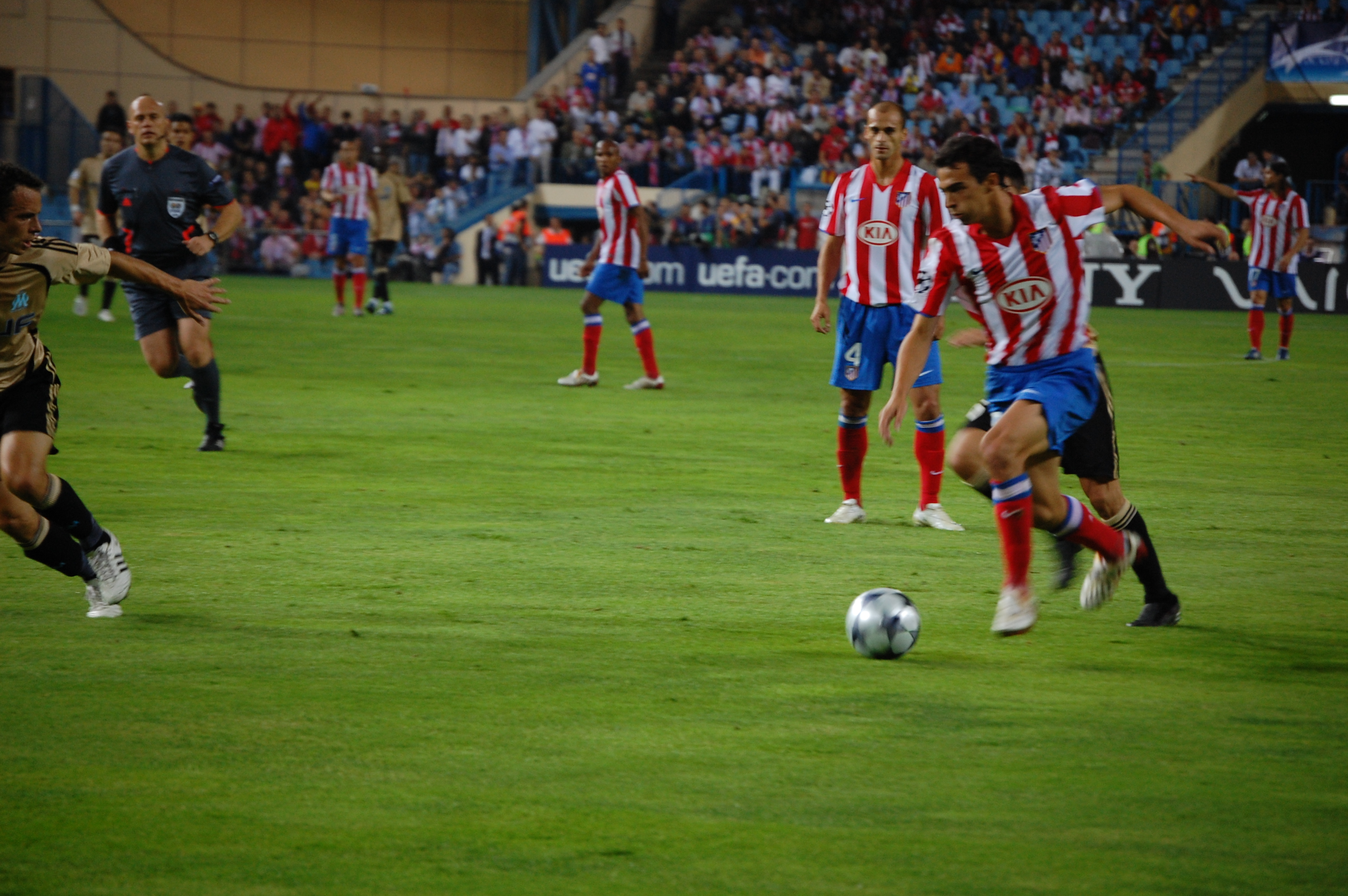
ميغيل دي لاس كويفاس

ميغيل أنخيل دي لاس كويفاس باربيرا (بالإسبانية: Miguel de las Cuevas)‏، من مواليد 19 يونيو 1986 في أليكانتي في إسبانيا، لاعب كرة قدم إسباني.
بدأ مسيرته الكروية مع نادي هيراكليس في عام 2004، ولعب معهم حتى عام 2006، وشارك معهم في 69 مباراة وسجل 3 أهداف، ومنذ عام 2006 وهو يلعب مع نادي أتلتيكو مدريد.

## روابط خارجية
- ميغيل دي لاس كويفاس على موقع قاعدة بيانات كرة القدم.إي يو (الإنجليزية)
- ميغيل دي لاس كويفاس على موقع Soccerbase.com (لاعب) (الإنجليزية)
- ميغيل دي لاس كويفاس على موقع Soccerway.com (الإنجليزية)
- ميغيل دي لاس كويفاس على موقع عالم كرة القدم.نت (الإنجليزية)
- ميغيل دي لاس كويفاس على موقع AS.com (الإسبانية)